# Погосян, Погос Симонович
Погос Симонович Погосян (1924 — ?) — колхозник колхоза имени Азизбекова Араратского района Армянской ССР. Герой Социалистического Труда (30.04.1966).

## Биография
Родился в 1924 году в Турции. Армянин.
Работал колхозником в колхозе имени Азизбекова Араратского района Армянской ССР (ныне — Араратской области Армении).
Бригада, в которой он работал, из года в год получала высокие урожаи, за что ещё в послевоенные годы, по итогам 1948 года он был удостоен ордена Трудового Красного Знамени.
Ежегодно вырабатывал свыше 600 трудодней при норме 220 трудодней. Хотя и не имел специального образования, но обладал широкими знаниями и навыками в виноградарском деле и пользовался заслуженным авторитетом. С ним советовались и бригадир, и председатель колхоза, и специалисты с высшим образованием.
В 1971 году с каждого из 30 гектаров бригадой было собрано по 150 центнеров винограда. В 1972 году, несмотря на сильные заморозки в период плодообразования, его бригадой было получено по 113 центнеров с гектара. Зерновые дали по 45 центнеров, кукуруза и силос — по 475 центнеров, овощи и бахчевые — по 325 центнеров с каждого гектара.
Указом Президиума Верховного Совета СССР от 14 декабря 1972 года за большие успехи, достигнутые в увеличении производства зерна, винограда, овощей, и проявленную трудовую доблесть на уборке урожая Погосяну Погосу Симоновичу присвоено звание Героя Социалистического Труда с вручением ордена Ленина и золотой медали «Серп и Молот». Жил в Араратском районе (Армения).
В последующие годы продолжал удерживать первенство по урожаю солнечной ягоды и вышел победителем в социалистическом соревновании среди виноградарей Армянской ССР.
Неоднократный участник Выставки достижений народного хозяйства (ВДНХ).

## Награды
- Золотая медаль «Серп и Молот» (14.12.1972)
- орден Ленина (14.12.1972)
- орден Трудового Красного Знамени (16.04.1949)